# شوتارو سيو
شوتارو سيو (瀬尾祥太郎 سيو شوتارو) هو ملحن ياباني.

## أعماله في الدراما اليابانية
- ملاك النقود

## أعماله في الأنمي

### مسلسلات أنمي تلفزيونية
- آن هابي (ضمن MONACA)
- طاغية الحب (ضمن MONACA)
- ملحمة مسيرة الموت إلى العالم الآخر (ضمن MONACA)

## أعماله في ألعاب الفيديو
- نير: أوتوماتا
- سينوأليس

## وصلات خارجية
- شوتارو سيو على موقع ميوزك برينز (الإنجليزية)
- شوتارو سيو على موقع ديسكوغز (الإنجليزية)